# Radio Concierto
Radio Concierto (Em português: Rádio Concerto) é uma estação de rádio chilena localizada no dial FM de 88.5 MHz em Santiago no Chile. Ele também transmite para todo o país com sua rede de repetidores e o canal 659 (com D-Box) do operador de cabo VTR, 973 nos operadores de cabo GTD e Telefonica del Sur e pela Internet no resto do país e em todo o mundo.

## Endereço
En su primera etapa fue dirigida bajo Julián García-Reyes y Juan Enrique Amenábar. Desde el arribo de la rádio a IARC y hasta 2005, su director fue: Javier Sanfeliú. Entre 2005 y 2007 su directora fue Natalia del Campo. Desde enero de 2013, su director es: Sergio Cancino.

## Programas
- Mañana será otro día
- Zoom Concierto
- Catálogo Concierto
- Concierto Placer
- La comunidad sin añillo
- Artistas Invitados (só quarta feira)
- Destino Final (só quinta feira)
- Green News (só domingo)

### Programas anteriores
- Super 45
- La Maquinita
- Sandía
- Concierto Enfoque
- Gran Reserva
- Noches Concierto
- Dingo Domingo
- Club Radical
- Box Set Concierto
- Concierto Discoteque
- Casetera Concierto

## Freqüências antigas
- 99.1 MHz (Iquique); hoje em arrendamento para Digital FM, não tem relação com IARC.
- 97.1 MHz (Antofagasta); hoje em arrendamento para Digital FM, não tem relação com IARC.
- 105.7 MHz (La Serena/Coquimbo); hoje Los 40.
- 98.9 MHz (Tongoy); hoje ADN Radio Chile.
- 94.1 MHz (Viña del Mar/Valparaíso/Quilpué); hoje ADN Radio Chile e 101.7 MHz; hoje Radio Armonía, não tem relação com IARC.
- 93.9 MHz (San Antonio); hoje Radio Armonía, não tem relação com IARC e 99.1 MHz; hoje Oasis FM, não tem relação com IARC.
- 101.7 MHz (Santiago); hoje Los 40.
- 98.9 MHz (Rancagua); hoje Radio Corporación, não tem relação com IARC.
- 101.5 MHz (Lago Rapel); hoje Radio Caramelo, não tem relação com IARC.
- 92.5 MHz (Concepción/Talcahuano); hoje Los 40 e 96.1 MHz; hoje Radio Corazón.
- 92.9 MHz (Temuco/Nueva Imperial); hoje Los 40.
- 105.7 MHz (Valdivia); hoje Inicia Radio, não tem relação com IARC.
- 89.3 MHz (Futrono); hoje ADN Radio Chile.
- 92.3 MHz (Panguipulli).
- 98.7 MHz (Osorno); hoje Radio Armonía, não tem relação com IARC.
- 106.3 MHz (Puerto Montt); hoje Radio Tropical Stereo no 106.7, não tem relação com IARC, movido pela lei de rádios comunitárias.
- 103.1 MHz (Puerto Varas); hoje ADN Radio Chile no 88.5, movido pela lei de rádios comunitárias.